# 18th Avenue (linea BMT Sea Beach)
18th Avenue (IPA: [eɪˈtinθ ˈævəˌnu]) è una fermata della metropolitana di New York situata sulla linea BMT Sea Beach. Nel 2019 è stata utilizzata da un totale di 1 179 756 passeggeri. È servita dalla linea N, attiva 24 ore su 24. Durante le ore di punta fermano occasionalmente anche alcune corse delle linee Q e W.

## Storia
La stazione venne aperta il 22 giugno 1915, come parte della prima sezione della linea BMT Sea Beach compresa tra le stazioni di Eighth Avenue e 86th Street. Tra il 18 gennaio 2016 e il 22 maggio 2017 la banchina in direzione nord venne sottoposta a estesi lavori di ristrutturazione, mentre tra il 31 luglio 2017 e il 1º luglio 2019 i lavori di ristrutturazione interessarono la banchina in direzione sud.

## Strutture e impianti
La stazione è posta in trincea, ha due banchine laterali e quattro binari, dei quali solo i due esterni sono utilizzati regolarmente per il servizio metropolitano. In ciascuna delle due estremità della stazione si trova un fabbricato viaggiatori, posizionato sopra il piano binari, che ospita i tornelli e le scale di accesso alle banchine; quello ovest affaccia su 17th Avenue, quello est su 18th Avenue.

## Interscambi
La stazione è servita da alcune autolinee gestite da NYCT Bus.
- Fermata autobus